# Щерцув (гмина)
Щерцув (пол. Szczerców)—сельская гмина (волость) в Польше, входит как административная единица в Белхатувский повет, Лодзинское воеводство. Население — 7567 человек (на 2004 год).

## Сельские округа
1. Борова
2. Бжезе
3. Хабелице
4. Дубе
5. Грудна
6. Янувка
7. Керузеле
8. Кузница-Любецка
9. Любец
10. Магдаленув
11. Нивы
12. Осины
13. Пархлины
14. Подключе
15. Поджар
16. Полёва-Косчушки
17. Рудзиско
18. Станиславув-Други
19. Станиславув-Первши
20. Щерцовска-Весь
21. Щерцув
22. Татар
23. Збышек

## Прочие поселения
1. Беднаже
2. Хабелице-Колёня
3. Джиздувки
4. Дзбанки
5. Эдвардув
6. Фирлей
7. Грабек
8. Юзефина
9. Колёня-Щерцовска
10. Комурев
11. Кшижувки
12. Лесняки-Хабельске
13. Любец-Парцеля
14. Любосня
15. Марцелюв
16. Млынки
17. Осины-Колёня
18. Пецувка
19. Пила
20. Подляс
21. Помыкаленка
22. Пусте-Хубы
23. Пуща-Хабельска
24. Пуща-Осиньска
25. Пуща-Сульмерска
26. Садыкеж
27. Сарнувка
28. Шубенице
29. Тракт-Пущаньски
30. Загадки
31. Залуже
32. Жабчанка

## Соседние гмины
1. Гмина Клещув
2. Гмина Клюки
3. Гмина Русец
4. Гмина Жонсня
5. Гмина Сульмежице
6. Гмина Видава
7. Гмина Зелюв